# エリザベス・バレット・ブラウニング

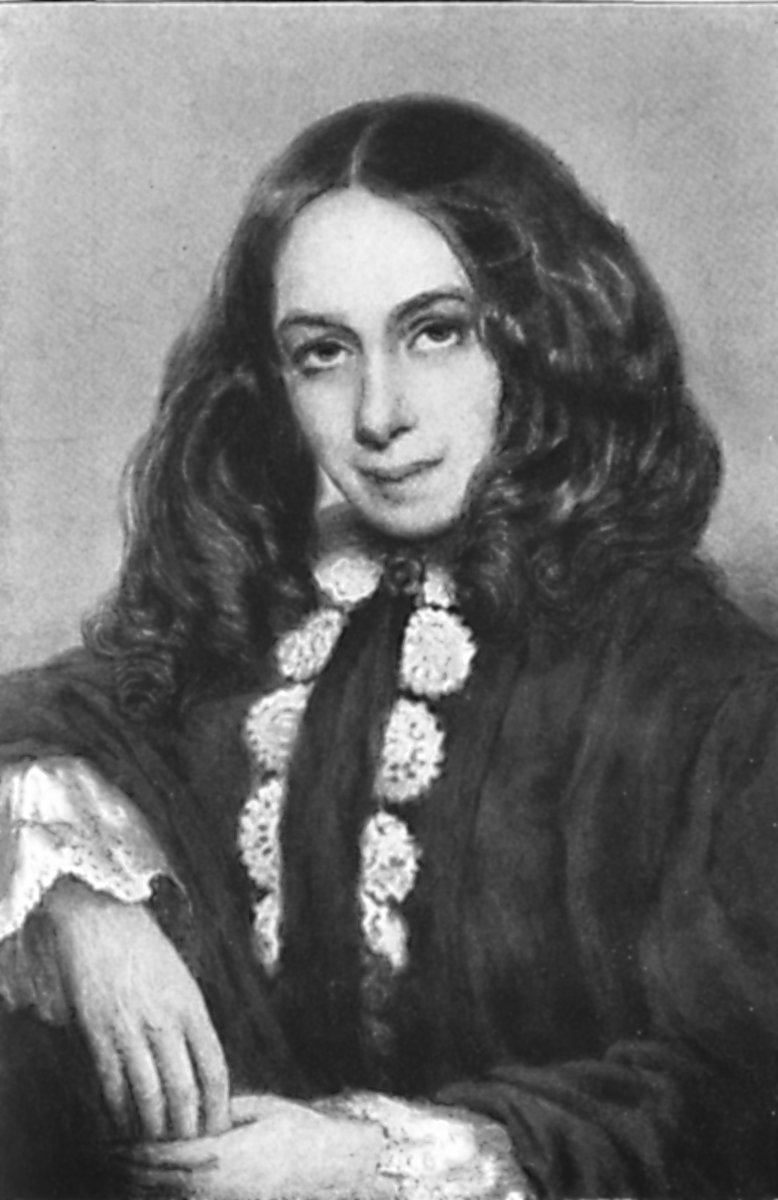
エリザベス・ブラウニング

エリザベス・バレット・ブラウニング（Elizabeth Barrett Browning、1806年3月6日 - 1861年6月29日）は、イングランドの詩人。詩人ロバート・ブラウニングの妻で、第14代桂冠詩人の候補者であった。ダラム州出身。
快適で裕福な少女時代を送り、ギリシャ語、ラテン語を独学で学んだ。14歳の時に『マラトンの戦い』を私費出版。
1845年1月10日、エリザベスの詩に感動したロバートが手紙を送り、それがきっかけで結婚までの約2年間で574通のラブレターを送り合った。1846年の9月に結婚し、イタリアへ駆け落ちをする。
代表作は1850年、ロバートとの恋愛がベースになった44のソネットからなる詩集『ポルトガル語からのソネット』、1857年の『オーローラ・リー』がある。
1861年6月29日イタリアのフィレンツェでロバートの腕の中で55年の生涯の幕を閉じる。
現在、フィレンツェのプロテスタントの墓で眠る。